# Савинов, Алексей Иванович
Алексе́й Ива́нович Са́винов — российский политик, чиновник. С 26 мая 2008 по 20 августа 2010 года — руководитель Федерального агентства лесного хозяйства Российской Федерации (Рослесхоз).
Родился 6 июля 1952 года в с. Уришка Ромодановского района Мордовии. В 1973 году окончил Мордовский государственный университет имени Н. П. Огарёва; Ленинградский сельскохозяйственный институт.
Работал главным инженером в совхозе «Боровно», главным экономистом совхоза «Мельниково», директором совхоза «Красноозерный» Приозерского района. С 1987 по 2000 гг. — главный экономист, директор ГПЗ «Новоладожский». Избирался депутатом Волховского районного Совета. С 2000 по 2008 гг. — глава администрации Волховского муниципального района Ленинградской области.
17 апреля 2008 г. назначен заместителем министра сельского хозяйства Российской Федерации. 26 мая 2008 г. назначен руководителем Федерального агентства лесного хозяйства Российской Федерации.
Имеет государственные награды — медаль ордена «За заслуги перед отечеством» II степени, «Заслуженный работник сельского хозяйства Российской Федерации».
Во время руководства Федеральным агентством лесного хозяйства Российской Федерации Савинова критиковали за двойные стандарты, так как с одной стороны он не имеет высшего лесного образования и руководит Рослесхозом. С другой стороны, на официальном сайте Рослесхоза опубликовано информационное сообщение о том, что при назначении на должность руководителя органа исполнительной власти субъектов Российской Федерации в области лесных отношений не соблюдаются требования и «(Рослесхоз) сталкивается с отдельными случаями, когда на данную должность предлагаются лица, не имеющие высшего лесного образования и не обладающие опытом работы в лесном хозяйстве.»
В 2010—2013 — заместитель генерального директора ОАО «Росагролизинг».